# Cerro al Lambro
Cerro al Lambro település Olaszországban, Lombardia régióban, Milánó megyében. Lakosainak száma 5137 fő (2023. január 1.). Cerro al Lambro Bascapè, Carpiano, Casaletto Lodigiano, Melegnano, San Zenone al Lambro és Vizzolo Predabissi községekkel határos.

## Népesség
A település lakossága az elmúlt években az alábbi módon változott:
| Lakosok száma | 5036 | 5119 | 5084 | 5137 |
|               | 2013 | 2017 | 2018 | 2023 |